# Larry Lewis
Lawrence Charles Lewis (Los Angeles, Califòrnia, 14 de novembre de 1969), més conegut com a Larry Lewis, és un exjugador de bàsquet estatunidenc. Mesurava 2.01 metres i jugava d'ala-pivot o de pivot. Va jugar en la NCAA a la Universitat de Morehouse. La major part de la seua carrera la va realitzar al Japó i a la lliga espanyola, tant a la LEB com a l'ACB.

## Trajectòria
Entre les temporades 1996-97 i 2000-01 va jugar als Mitsubishi Dolphins de la lliga japonesa.
Arribà a la lliga espanyola de la mà del Tenerife Baloncesto de la Lliga LEB en la temporada 2001-02, quan ja tenia més de trenta anys. Fou nomenat MVP de la lliga LEB aquesta temporada.
Després va jugar en molts equips de l'ACB, com el CB Gran Canaria 2002-03, l'Unicaja de Màlaga (2003-04), el Lucentum Alacant (2004-07), el CB Estudiantes (2007-08), el CAI Saragossa (2008-09), una altra vegada l'Unicaja (2009) i per acabar, el Bàsquet Manresa (2009-11). Al llarg de la seua etapa a l'ACB tingué una mitjana de 12.5 punts i 5.4 rebots per partit.
El 2011 signà amb el Club Atlètic Obres Sanitàries de la Nació de l'Argentina. En aquest equip fou dirigit pel seleccionador argentí i ex de l'ACB Julio Llepis.

## Internacional
Ha estat internacional amb la Selecció de bàsquet dels Estats Units.

## Clubs
- Morehouse University (NCAA): 1989-1992.
- Sant Carlos (República Dominicana): 1992-1993
- Harrisburg Hammerheads (Estats Units): 1993-94.
- Rapid City Thrillers (Estats Units): 1994-1995
- ? - (Xipre): 1995-96
- Mitsubishi Dolphins (Japó): 1996-01
- CB Tenerife (LEB): 2001-02
- CB Gran Canària (ACB): 2002-03
- Unicaja (ACB): 2003-04
- CB Lucentum Alacant (ACB): 2004-07
- Estudiantes (ACB): 2007-08
- CAI Zaragoza (ACB): 2008-09
- Unicaja (ACB): 2009
- Bàsquet Manresa (ACB): 2009-11
- Club Atlético Obras Sanitarias de la Nación (lliga argentina): 2011

## Palmarés

### Campionats Internacionals
- Medalla de plata al Campionat Pan-americà de Mar del Plata 1995 amb la selecció dels Estats Units.

### Individual
- MVP de la Lliga LEB 2001-02 (amb el Tenerife Baloncesto)
- MVP de la Copa Príncep d'Astúries 2001-02 (amb el Tenerife Baloncesto)[3]